# ORP Gniewko
ORP „Gniewko” – polski okręt ratowniczy projektu R-30, numer taktyczny R-11, w służbie od 1981 do 2007 roku. Jego imię nosi obecnie nowy holownik.
Okręt ten został zaprojektowany w Polsce i zbudowany w Stoczni  Marynarki Wojennej w Gdyni jako pierwszy z serii. Jego okrętami bliźniaczymi były ORP „Bolko” i „Semko”. Do budowy przystąpiono na początku 1980 roku (brak bliższych danych), a kadłub wodowano 28 października 1980 roku.
Okręt powstał jako rozwinięcie „cywilnych” wersji kutrów ratowniczych projektu R-17 i R-27. Okręt przeznaczony był do zadań poszukiwawczo-ratowniczych. Wyposażony był w łódź pneumatyczną z silnikiem doczepnym, sprężarkę, działko przeciwpożarowe, komorę dekompresyjną oraz hak holowniczy wraz z wciągarką i bom ładunkowy o udźwigu do 2 ton.
Po okresie szkolenia załogi, okręt przystąpił do pełnienia dyżurów ratowniczych na początku 1982 roku, bazując w Gdyni. Wchodził w skład 41. Dywizjonu Okrętów Ratowniczych. W dniach 4–26 maja 1983 roku okręt wziął udział w wielkich ćwiczeniach sił Marynarki Wojennej o kryptonimie Reda-83 (otrzymując wyróżnienie dowódcy MW), a po ich zakończeniu w ćwiczeniach sojuszniczych Sojuz'83. Od początku 1992 roku został przeniesiony do 43. Dywizjonu Pomocniczych Jednostek Pływających, bazując w Helu. Dwukrotnie zdobył tytuł najlepszej pomocniczej jednostki pływającej Marynarki Wojennej, w 1997 i 1998 roku. Wycofano go ze służby 30 marca 2007 roku. Został następnie  sprzedany na przetargu 17 stycznia 2008 roku za 575 tysięcy zł (przy cenie wywoławczej 115 tys. zł).